# Belgrado Challenger 2008
Il Belgrado Challenger 2008, noto anche come GEMAX Open per motivi di sponsorizzazione, è stato un torneo di tennis facente parte della categoria ATP Challenger Series nell'ambito dell'ATP Challenger Series 2008. Il torneo si è giocato a Belgrado in Serbia dall'11 al 17 febbraio 2008 su campi in sintetico (indoor) e aveva un montepremi di €106 500+H.

## Vincitori

### Singolare
Roko Karanušić ha battuto in finale  Philipp Petzschner con il punteggio di 5–7 6–1 7–6(5)

### Doppio
Flavio Cipolla /  Konstantinos Economidis hanno battuto in finale  Alessandro Motti /  Filip Polášek con il punteggio di 4–6 6–2 (10-8)